# Poimenesperus schoutedeni
Poimenesperus schoutedeni là một loài bọ cánh cứng trong họ Cerambycidae.